# Rotatiematrix
Iedere rotatie om de oorsprong kan in de wiskunde beschreven worden door een matrix die rotatiematrix wordt genoemd. Een rotatie is een lineaire afbeelding. 
Een rotatie in een ruimte van een willekeurige dimensie {\displaystyle n} wordt uitgevoerd om een omwentelingsas, waarvan de dimensie twee minder is dan van de betreffende ruimte. De bijbehorende rotatiematrix is een n×n-matrix. Iedere rotatie is een isometrie.
De determinant van iedere rotatiematrix is één. De groep van alle rotaties rondom een as door de oorsprong van een euclidische ruimte wordt de rotatiegroep van die ruimte genoemd. Het gaat daarbij meestal over de ruimte {\displaystyle \mathbb {R} ^{3}}. Die groep is dus isomorf met een groep van rotatiematrices, heet de speciale orthogonale groep en is een ondergroep van de orthogonale groep van die ruimte. Iedere rotatiematrix is dus een orthogonale matrix.

## Twee dimensies
In twee dimensies wordt een draaiing om de oorsprong in tegenwijzerzin over een hoek {\displaystyle \theta } met de volgende matrix beschreven:
{\displaystyle {\begin{bmatrix}\cos {\theta }&-\sin {\theta }\\\sin {\theta }&\cos {\theta }\end{bmatrix}}.}
Roteren van het punt {\displaystyle (x,y)} levert het beeldpunt {\displaystyle (x',y')}, gegeven door:
{\displaystyle {\begin{bmatrix}x'\\y'\end{bmatrix}}={\begin{bmatrix}\cos {\theta }&-\sin {\theta }\\\sin {\theta }&\cos {\theta }\end{bmatrix}}{\begin{bmatrix}x\\y\end{bmatrix}}={\begin{bmatrix}x\cos \theta -y\sin \theta \\x\sin \theta +y\cos \theta \end{bmatrix}}}
Wanneer opeenvolgende rotaties worden uitgevoerd, bijvoorbeeld eerst een rotatie over {\displaystyle \alpha } en daarna over {\displaystyle \beta } dan is het effect van de opeenvolgende rotaties gelijk aan een rotatie over de som {\displaystyle \alpha +\beta } van de hoeken. In matrixvorm:
{\displaystyle {\begin{bmatrix}\cos {\beta }&-\sin {\beta }\\\sin {\beta }&\cos {\beta }\end{bmatrix}}{\begin{bmatrix}\cos {\alpha }&-\sin {\alpha }\\\sin {\alpha }&\cos {\alpha }\end{bmatrix}}={\begin{bmatrix}\cos(\beta +\alpha )&-\sin(\beta +\alpha )\\\sin(\beta +\alpha )&\cos(\beta +\alpha )\end{bmatrix}}}
Hierbij wordt van de formules van Simpson gebruikgemaakt, maar het is ook mogelijk om te zeggen dat die hiermee worden aangetoond.

## Drie dimensies
De drie rotaties om de drie verschillende coördinaatassen komen overeen met de rotaties in twee dimensies. De derde coördinaat verandert daarbij niet van waarde. De rotatie-as kan in de praktijk vrij worden gekozen, maar er is voor rotaties in drie dimensies ook een algemene matrixvergelijking op te stellen.
Iedere rotatie om een as door de oorsprong kan worden beschreven als een paar {\displaystyle (\mathbf {u} ,\varphi )}, waarin {\displaystyle \mathbf {u} =(u_{x},u_{y},u_{z})} een eenheidsvector in de richting van de omwentelingsas is en {\displaystyle \varphi } de draaihoek.
De bijbehorende rotatiematrix is:
{\displaystyle R={\begin{pmatrix}\cos \varphi +u_{x}^{2}\left(1-\cos \varphi \right)&u_{x}u_{y}\left(1-\cos \varphi \right)-u_{z}\sin \varphi &u_{x}u_{z}\left(1-\cos \varphi \right)+u_{y}\sin \varphi \\u_{y}u_{x}\left(1-\cos \varphi \right)+u_{z}\sin \varphi &\cos \varphi +u_{y}^{2}\left(1-\cos \varphi \right)&u_{y}u_{z}\left(1-\cos \varphi \right)-u_{x}\sin \varphi \\u_{z}u_{x}\left(1-\cos \varphi \right)-u_{y}\sin \varphi &u_{z}u_{y}\left(1-\cos \varphi \right)+u_{x}\sin \varphi &\cos \varphi +u_{z}^{2}\left(1-\cos \varphi \right)\end{pmatrix}}}